# アンドロニコス・ドゥーカス (ロマノス4世ディオゲネスの部下)
アンドロニコス・ドゥーカス（ギリシア語: Ανδρόνικος Δούκας; Andronikos Doukas, ラテン語: Andronicus Ducas, ? - 1077年10月14日）は、東ローマ帝国のプロトヴェスティアリオス（protovestiarios）で、プロトプロエドロス（protoproedros）。

## 生涯
アンドロニコス・ドゥーカスは「カエサル」ヨハネス・ドゥーカスとエイレーネー・ペゴンテイッサの息子である。父は皇帝コンスタンティノス10世ドゥーカスの兄弟であり、自身はミカエル7世ドゥーカスの従兄弟にあたる。また、母方の祖父はニケタス・ペゴニテスである。
1071年、アンドロニコスはロマノス4世ディオゲネスの対セルジューク朝遠征において陸軍の司令官であった。マンジケルトの戦いの際に軍の後衛を指揮し、アンドロニコスは皇帝に退却を告げて戦場から離脱した。東ローマ帝国は敗れ、皇帝は敵に捕縛されたために、彼は広く非難された。
翌1072年、ロマノス4世がアルプ・アルスラーンによって解放されると、アンドロニコスとその兄弟コンスタンティノスはミカエル7世ドゥーカスと父ヨハネスによって皇帝を捕えるために派遣された。彼らはキリキアでロマノス4世を破り捕えた。アンドロニコスはロマノス4世を屈服させ、彼をコンスタンティノポリスに送った。退位した皇帝への嫌悪にもかかわらず、アンドロニコスは1072年6月29日に彼の目をつぶすことには反対したという。
1074年に、アンドロニコスは父とともに、ルーセル・ド・バイユールが率いる傭兵軍と戦うため帝国軍を指揮した。2人とも反乱軍に捕えられ、酷く負傷したアンドロニコスはコンスタンティノポリスで治療が許され、解放された。彼はほどなく回復したが、1077年に浮腫で死亡した。

## 家族
アンドロニコス・ドゥーカスはブルガリア皇帝イヴァン・ヴラディスラフの子トラヤンの娘マリア (en) と結婚した。彼らには少なくとも5人の子どもがいた。 
- ミカエル・ドゥーカス（英語版） - protostrator
- ヨハネス・ドゥーカス（英語版） - megas doux（大公）
- エイレーネー・ドゥーカイナ（英語版）（1066年 - 1133年2月19日） - 1078年に東ローマ皇帝アレクシオス1世コムネノスと結婚
- アンナ・ドゥーカイナ - ゲオルギオス・パレオロゴス（英語版）と結婚
- テオドラ・ドゥーカイナ - 修道女

## 参照
- Polemis, Demetrios I. (1968), The Doukai: A Contribution to Byzantine Prosopography, London: Athlone Press
- Roderick W. Stuart, Royalty for Commoners